# Universidade Potiguar
A Universidade Potiguar (UnP) é uma instituição de ensino superior privada com sede na cidade brasileira de Natal, a capital do Rio Grande do Norte, sendo a única universidade privada do estado. Oferece diversos cursos superiores na modalidade presencial, semipresencial e à distância. Possui câmpus nas cidades de Natal e Mossoró e polos nas cidades de Caicó e Pau dos Ferros. Além do ensino superior, também oferece cursos técnicos por meio da Escola Técnica Potiguar (ETP).
É considerada um das três melhores instituições de ensino superior no Estado do Rio Grande do Norte, conforme Ranking Universitário Folha de S.Paulo 2023.
É mantida pela APEC - Sociedade Potiguar de Educação e Cultura Ltda. De 2007 a 2021, fez parte da rede internacional de universidades Laureate International Universities. Desde 2022, faz parte da rede Ânima Educação.

## Prêmios
- 126 estrelas - Guia do Estudante 2018.[6]
- 137 estrelas - Guia da Faculdade 2020.[7]
- 141 estrelas - Guia da Faculdade 2021.[8]
- 165 estrelas - Guia da Faculdade 2022.[9]
- 192 estrelas - Guia da Faculdade 2023.[10]
- A Universidade Potiguar é a instituição de ensino superior mais lembrada pelos natalenses. Essa é a constatação apontada pela pesquisa Top Natal.[11]